# 主婦と生活社
株式会社主婦と生活社（しゅふとせいかつしゃ、英: SHUFU TO SEIKATSU SHA CO.,LTD.）は、日本の東京都台東区に本社を置く出版社。
女性週刊誌のさきがけである『週刊女性』、男性誌『LEON』、芸能雑誌『JUNON』などの雑誌やニュースサイト「週刊女性PRIME」などのWEBメディアを展開している。

## 沿革
- 1921年6月 - 大島秀一[注釈 1]が太陽印刷合名会社を創業
- 1935年4月11日 - 太陽印刷株式会社を設立
- 1945年12月 - 子会社太陽印刷工業株式会社を設立
- 1946年
  - 3月 - 株式会社新元社に商号変更、出版業に事業方針を変更
  - 5月 - 婦人雑誌「主婦と生活」創刊
- 1948年
  - 2月 - 子会社太陽製作所株式会社を設立
  - 4月 - 株式会社主婦と生活社に商号変更
- 1957年8月 - 河出書房から女性週刊誌「週刊女性」を譲り受け創刊
- 1961年1月 - 子会社太陽物産株式会社を設立
- 1973年6月 - ヤングミセスを対象としたファッション誌「JUNON」創刊（その後インタヴュー誌にリニューアル）
- 1977年
  - 4月 - インテリア誌 「美しい部屋」創刊
  - 6月 - タウン情報誌 「angle」創刊
- 1988年6月 - ワーキングウーマンの生活情報誌 「She’s」創刊
- 1990年4月 - 元気ミセスの暮らし充実マガジン「すてきな奥さん」創刊
- 1991年9月 - ナチュラルな暮らしを楽しむ「私のカントリー」創刊
- 1993年
  - 1月 - 釣りの雑誌「磯・投げ情報」創刊。
  - 3月 - 「主婦と生活」休刊
- 1994年10月 - 布のある暮らしを楽しむ手作りマガジン 「コットンタイム」創刊
- 1995年
  - 7月 - 親子で楽しむ絵本雑誌「ね〜ね〜」創刊
  - 9月 - 美しいわたし新発見マガジン「ar」創刊
- 1996年
  - 6月 - 音楽誌「POP BEAT」創刊
  - 9月 - 個人輸入雑誌 「ユーニュー」創刊
- 1998年11月 - 皇室雑誌 「わたしたちの皇室」創刊
- 1999年3月 - 音楽誌「歌BON」創刊
- 2000年6月 - 全アーティストプロダクション公認WebSiteMook「POP MUSIC Artist 公式ホームページINDEX」創刊
- 2001年
  - 2月 - 暮らし提案雑誌 「ミセス・リビング」 創刊
  - 3月 - パソコン生活誌「すてきな奥さんのパソコン大好き。」創刊
  - 9月- 大人のクオリティライフ実用誌「LEON」創刊
- 2002年2月 - 生活バックアップマガジン「ひとり暮らしをとことん楽しむ!」創刊。
- 2004年9月- モテる女性のための高級実用誌「NIKITA」創刊
- 2005年3月 - 暮らしの楽しみ方やかわいい家づくりを提案する実例誌「Come home！」創刊
- 2006年4月 - パズル誌「キャラさがしランド」創刊
- 2007年4月 - 女子専用アニメマガジン「PASH!」創刊
- 2008年
  - 9月 - 大人ナチュラルな着こなしのほん「ナチュリラ」創刊
  - 11月 - 健康・食・暮らしのテーママガジン「NHKためしてガッテン」（現：NHKガッテン!）新装刊
- 2011年4月 - 年金世代の暮らしを応援する 「ねんきん生活。月15万円で幸せに暮らす」創刊
- 2014年6月 - 働く女性のための生活実用誌「CHANTO」創刊
- 2025年7月 - 市街地再開発に伴い本社を仮移転[2]。

## 主な雑誌
- 週刊女性（毎週火曜日発売）
- ar（毎月12日発売）
- CHANTO（毎月2日発売）
  - 新春すてきな奥さん
- JUNON（毎月22日発売）
- LEON（毎月25日発売）
- PASH!（毎月10日発売・アニメ雑誌）
- ね〜ね〜（奇数月15日発売）
- コットンタイム（偶数月7日発売）

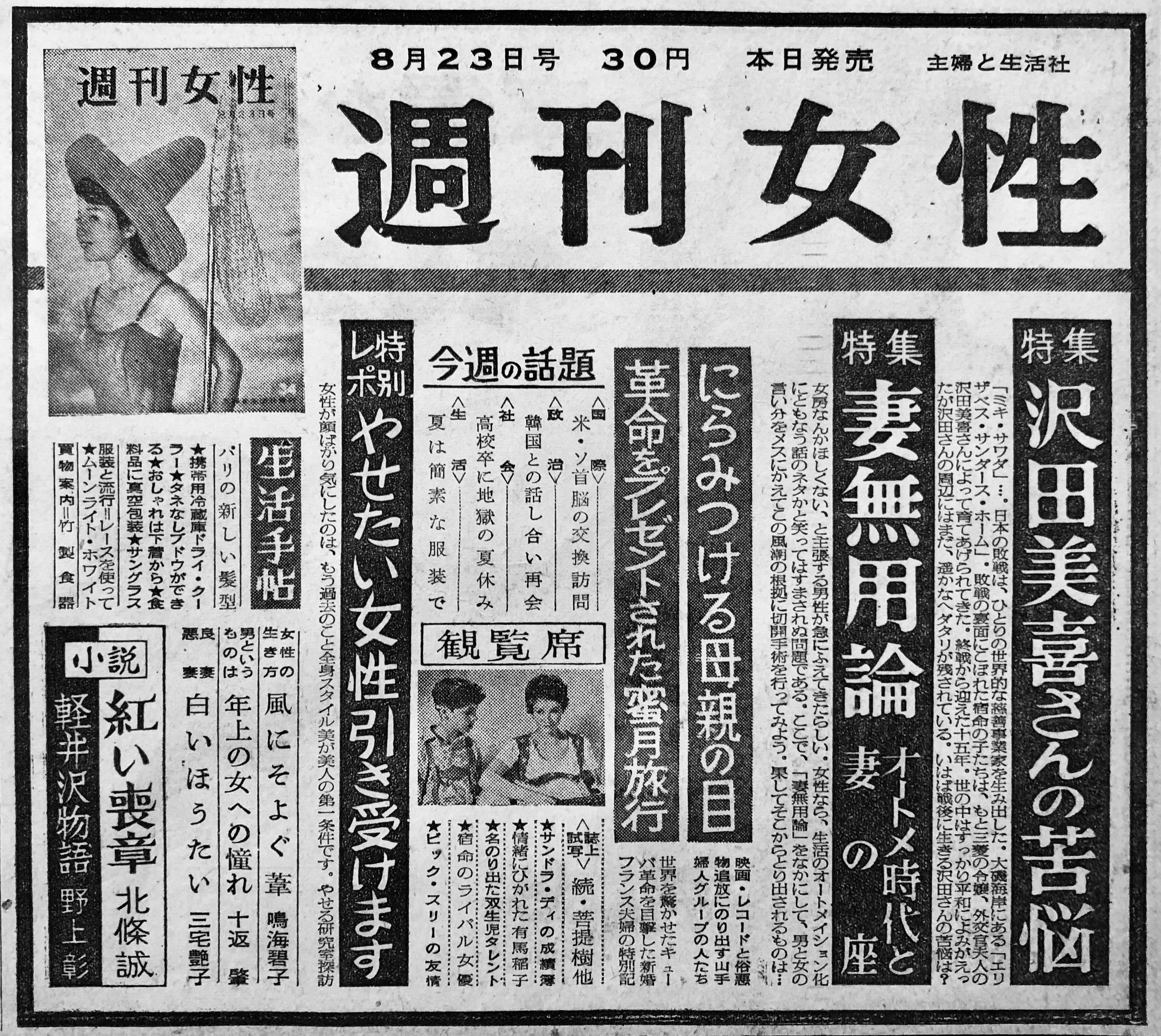
『週刊女性』1959年8月23日号の新聞広告

- Come home!（ムック・2,5,8,11月の20日発売）
- 私のカントリー（ムック・3,6,9,11月の15日発売）
- ナチュリラ（3,6,9,12月の20日発売）

### 休刊誌
- 主婦と生活
- ティーンルック[3]
- 美しい部屋[4]
- angle[5] ※タウン情報誌

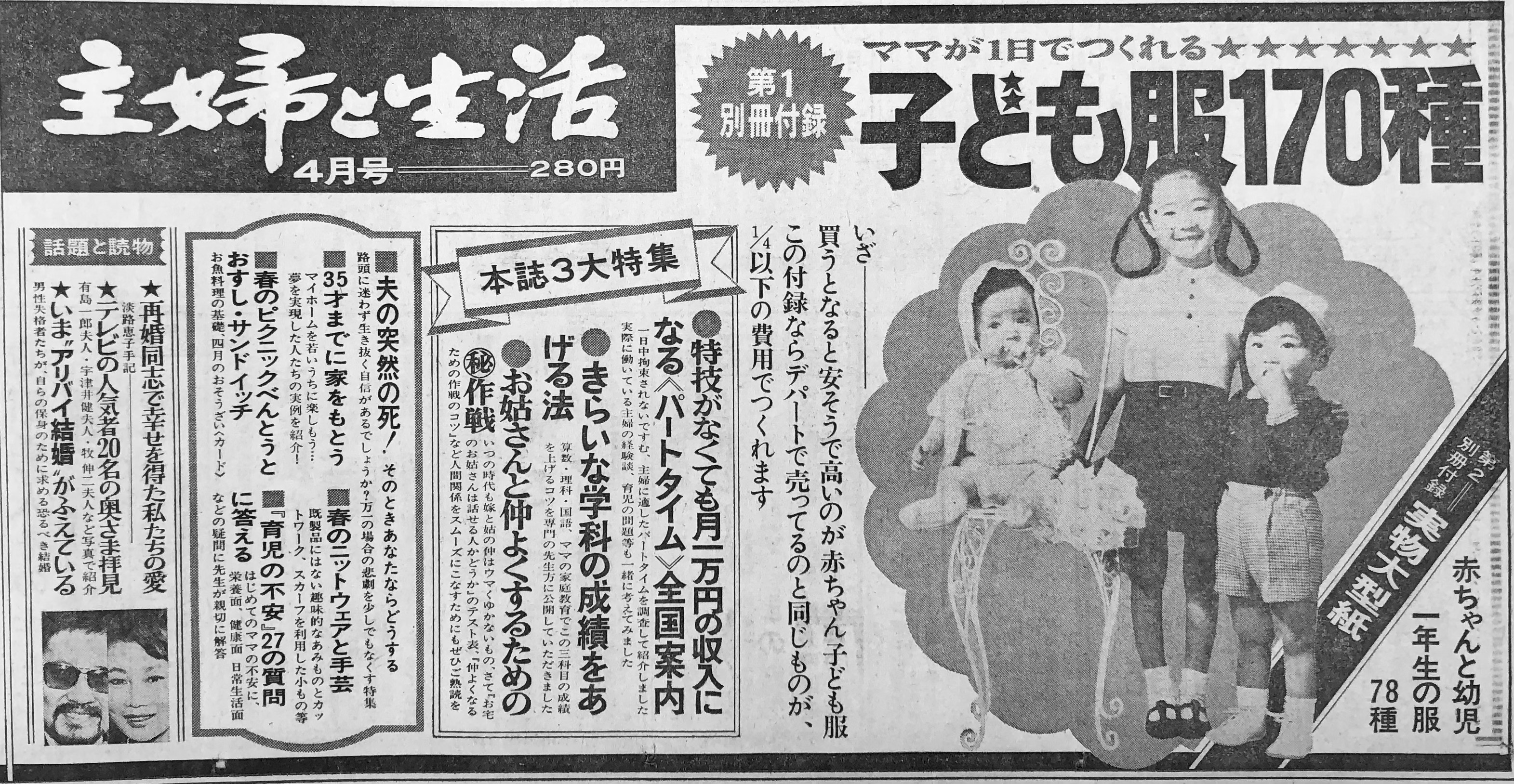
『主婦と生活』1967年4月号の新聞広告

- Lady's Comic Hi! ※コミック誌
- Missy（ミッシィ）[6][7] ※コミック誌
- CARIN（かりん）※コミック誌
- Cicy（シシィ）※コミック誌
- Lady's comic I（発行：宙） ※コミック誌
- She's[8]
- 磯・投げ情報（発行：海悠出版）※大陸書房のつり情報が辰巳出版に移籍したときに抜けた磯釣り・投げ釣りのライターが手掛けた雑誌
- すてきな奥さん[9]
- コミックGiga[10]
- Comic shan[11]
- ヤングベリー[12]※コミック誌
- ルアーフィッシング情報[13]
- POP BEAT
- POP MUSIC Artist 公式ホームページINDEX（別冊JUNON 年刊ムック）
- ユーニュー
- 歌BON
- わたしたちの皇室（書籍扱い・扶桑社に移管して季刊誌「皇室」にリニューアル）
- ミセス・リビング[14]
- すてきな奥さんのパソコン大好き。
- ひとり暮らしをとことん楽しむ!
- NIKITA
- キャラさがしランド
- ねんきん生活。月15万円で幸せに暮らす
- ZAKKA BOOK（ムック）
- NHKガッテン!

## Webメディア
- 週刊女性PRIME
- fumufumu news
- Come home!
- CHANTO web
- LEON.jp
- ar web
- mEdel
- PASH! PLUS
- PASH UP!
- JUNON TV
- 暮らしとおしゃれの編集室
- cazual
- パチクリ！
- COTTONTIME ※ECサイト
- コミックPASH! neo

## 書籍
- 21世紀ノベルス
- PASH!ブックス - ライトノベルレーベル。
  - くまクマ熊ベアー
- PASH!文庫
- PASH!コミックス